# Liga a IV-a Harghita
Liga a IV-a Harghita este principala competiție fotbalistică din județul Harghita, organizată de Asociația Județeană de Fotbal (AJF) Harghita, situată în al patrulea eșalon al sistemului de ligi al fotbalului românesc.
Competiția este disputată de un număr variabil de echipe, în funcție de numărul echipelor retrogradate din Liga a III-a, al celor promovate din Liga a V-a Harghita, precum și al echipelor care se retrag sau se înscriu în competiție. Campioana poate sau nu să promoveze în Liga a III-a, în funcție de rezultatul barajului de promovare disputat împotriva campioanei dintr-o serie județeană vecină.

## Istoric
În 1968, în urma noii reorganizări administrative și teritoriale a țării, fiecare județ a înființat propriul campionat de fotbal, integrând echipele din fostele campionate regionale, precum și echipele care evoluau anterior în competițiile orășenești și raionale. Proaspăt înființatul Campionat Județean Harghita a fost pus sub autoritatea nou-înființatului Consiliu Județean pentru Educație Fizică și Sport (CJEFS) Harghita.
De atunci, structura și organizarea Ligii a IV-a Harghita, la fel ca în cazul multor alte campionate județene, au suferit numeroase schimbări. Între 1968 și 1992, principala competiție județeană a fost cunoscută sub numele de Campionatul Județean. Între 1992 și 1997, a fost redenumită Divizia C – Faza Județeană, apoi Divizia D, începând cu anul 1997, iar din 2006 este cunoscută ca Liga a IV-a.

## Lista campioanelor
| Ed.                  | Sezon                | Campioană                   |
| Campionatul Județean | Campionatul Județean | Campionatul Județean        |
| -------------------- | -------------------- | --------------------------- |
| 1                    | 1968–69              | Viitorul Gheorgheni         |
| 2                    | 1969–70              | Minerul Miercurea Ciuc      |
| 3                    | 1970–71              | Minerul Miercurea Ciuc      |
| 4                    | 1971–72              | Mureșul Toplița             |
| 5                    | 1972–73              | AS Miercurea Ciuc           |
| 6                    | 1973–74              | Harghita Odorheiu Secuiesc  |
| 7                    | 1974–75              | Mureșul Toplița             |
| 8                    | 1975–76              | Mureșul Toplița             |
| 9                    | 1976–77              | IUPS Miercurea Ciuc         |
| 10                   | 1977–78              | Mureșul Toplița             |
| 11                   | 1978–79              | Mureșul Toplița             |
| 12                   | 1979–80              | Unirea Cristuru Secuiesc    |
| 13                   | 1980–81              | Unirea Cristuru Secuiesc    |
| 14                   | 1981–82              | Flamura Roșie Sânsimion     |
| 15                   | 1982–83              | Metalul Vlăhița             |
| 16                   | 1983–84              | Progresul Odorheiu Secuiesc |
| 17                   | 1984–85              | Tractorul Miercurea Ciuc    |
| 18                   | 1985–86              | Tractorul Miercurea Ciuc    |
| 19                   | 1986–87              | Mureșul Toplița             |
| 20                   | 1987–88              | Rapid Miercurea Ciuc        |
| 21                   | 1988–89              | Mureșul Toplița             |
| 22                   | 1989–90              | Minerul Bălan               |
| 23                   | 1990–91              | Metalul Vlăhița             |
| 24                   | 1991–92              | Complexul Gălăuțaș          |

| Ed.                        | Sezon                      | Campioană                    |
| Divizia C – Faza Județeană | Divizia C – Faza Județeană | Divizia C – Faza Județeană   |
| -------------------------- | -------------------------- | ---------------------------- |
| 25                         | 1992–93                    | Rapid Miercurea Ciuc         |
| 26                         | 1993–94                    | Vulturul Remetea             |
| 27                         | 1994–95                    | Vulturul Carpatin Gheorgheni |
| 28                         | 1995–96                    | ASA Rapid Miercurea Ciuc     |
| 29                         | 1996–97                    | ASA Rapid Miercurea Ciuc     |
| Divizia D                  |                            |                              |
| 30                         | 1997–98                    | Budvar Odorheiu Secuiesc     |
| 31                         | 1998–99                    | ASA Rapid Miercurea Ciuc     |
| 32                         | 1999–00                    | Unirea Cristuru Secuiesc     |
| 33                         | 2000–01                    | Viitorul Gheorgheni          |
| 34                         | 2001–02                    | Minerul Bălan                |
| 35                         | 2002–03                    | Minerul Bălan                |
| 36                         | 2003–04                    | Viitorul Gheorgheni          |
| 37                         | 2004–05                    | Știința Sărmaș               |
| 38                         | 2005–06                    | Roseal Odorheiu Secuiesc     |
| 39                         | 2006–07                    | Viitorul Gheorgheni          |
| Liga a IV-a                |                            |                              |
| 40                         | 2007–08                    | ASA Miercurea Ciuc           |
| 41                         | 2008–09                    | Roseal Odorheiu Secuiesc     |
| 42                         | 2009–10                    | ASA Miercurea Ciuc Bălan     |
| 43                         | 2010–11                    | ASA Miercurea Ciuc Bălan     |
| 44                         | 2011–12                    | CSM Miercurea Ciuc           |
| 45                         | 2012–13                    | FC Miercurea Ciuc            |
| 46                         | 2013–14                    | FC Miercurea Ciuc            |

| Ed. | Sezon   | Campioană                                |
| --- | ------- | ---------------------------------------- |
| 47  | 2014–15 | AFC Odorheiu Secuiesc                    |
| 48  | 2015–16 | Unirea Cristuru Secuiesc                 |
| 49  | 2016–17 | Pro Mureșul Toplița                      |
| 50  | 2017–18 | Unirea Cristuru Secuiesc                 |
| 51  | 2018–19 | CS Gheorgheni                            |
| 52  | 2019–20 | CS Gheorgheni Sporting Odorheiu Secuiesc |
| –   | 2020–21 | Nu s-a disputat                          |
| 53  | 2021–22 | CS Gheorgheni                            |
| 54  | 2022–23 | CS Gheorgheni                            |
| 55  | 2023–24 | CS Gheorgheni                            |
| 56  | 2024–25 | Unirea Cristuru Secuiesc                 |

1. ↑  Sezonul 2019–20 a Ligii a IV-a Harghita a fost suspendat în martie 2020 din cauza Pandemiei de COVID-19 din România – sezonul a fost scurtat și clasamentul final a fost declarat pe 14 iulie 2020, echipele clasate pe primul loc în cele două serii au fost declarate campioane.[6]
2. ↑  Nu s-a disputat din cauza Pandemiei de COVID-19 din România.